# The Red Man's View
The Red Man's View er en amerikansk stumfilm fra 1909 af D. W. Griffith.

## Medvirkende
- Owen Moore
- Lottie Pickford som Minnewanna
- Kate Bruce
- Charles Craig
- Frank Evans